# Sânleani
Sânleani (deutsch Sentlein oder Sanlean, ungarisch Szentleányfalva) ist ein Dorf im Kreis Arad, Rumänien. Sânleani gehört zu der Gemeinde Livada.

## Geografische Lage
Sânleani liegt 6 Kilometer nordöstlich von Arad, an der Kommunalstraße DC682.

## Nachbarorte
| Șofronea | Livada                                      | Sântana   |
| Arad     | Kompassrose, die auf Nachbargemeinden zeigt | Horia     |
| Arad     | Vladimirescu                                | Mândruloc |

## Geschichte
Die Besiedlung der Ortschaft begann 1852. Es wurden reformierte Ungarn aus der Gegend um Cenad und später auch Deutsche aus den umliegenden Banater Ortschaften, vor allem aus Glogowatz, angesiedelt. Die amtliche Ortsbezeichnung war Szentleanyfalva. Die deutschen Bewohner nannten das Dorf Sentlein.
Nach der Dreiteilung des Banats am 4. Juni 1920 infolge des Vertrags von Trianon fiel Szentleanyfalva an das Königreich Rumänien. Seitdem ist Sânleani die amtliche Ortsbezeichnung.
1945 ließen sich mehrere Familien Rumänen aus dem Kreischtal und aus dem Apuseni-Gebirge in Sânleani nieder. Die 90 rumänischen Familien begannen 1969 mit dem Bau einer orthodoxen Kirche, die 1977 fertiggestellt wurde.

## Demografie
| 1880 | 887  | 30   | 670 | 185 | 2  |
| 1910 | 1244 | 33   | 769 | 438 | 4  |
| 1930 | 1401 | 88   | 736 | 571 | 6  |
| 1977 | 1633 | 770  | 348 | 512 | 3  |
| 2002 | 1523 | 1230 | 250 | 30  | 13 |
| 2011 | 1538 | 1224 | 195 | 20  | 99 |

## Persönlichkeiten
- Nicolae Otto Kruch (1932–1995), Bildhauer und Maler[6]